# Großheide
Großheide (Nedersaksisch: Grootheid) is een gemeente in de Duitse deelstaat Nedersaksen. De gemeente ligt in de regio Oost-Friesland en behoort bestuurlijk tot de Landkreis Aurich. De gemeente telt 8.652 inwoners.

## Bestuurlijke indeling
De gemeente Großheide bestaat uit 10 dorpen (Ortsteile), namelijk:
- Arle
- Berumerfehn
- Coldinne
- Großheide (hoofdplaats)
- Menstede
- Ostermoordorf
- Südarle
- Südcoldinne
- Westerende
- Westermoordorf

## Geografie, infrastructuur
De gemeente ligt grotendeels op de Oost-Friese garstgronden, op het voormalig hoogveengebied dat aan het moeras grenst. De gegraven transport- en afwateringskanalen getuigen van de vervening van het gebied. In tegenstelling tot op veel andere plaatsen is het veen rond Großheide gedeeltelijk bewaard gebleven.

### Buurgemeenten
De gemeente grenst in het westen aan Berumbur, het dorp Hage en Halbemond, alle drie in de Samtgemeinde Hage; in het zuidwesten aan Rechtsupweg en Leezdorf in de Samtgemeinde Brookmerland; in het zuiden aan Südbrookmerland; in het noorden aan Dornum. Deze buurgemeentes liggen alle in de Landkreis Aurich. In het oosten grenst Großheide aan Nenndorf en Eversmeer, beide in de Samtgemeinde Holtriem, die tot de Landkreis Wittmund behoort.

### Wegverkeer
De gemeente ligt niet nabij Autobahnen of Bundesstraßen.
De belangrijkste van de talrijke binnenwegen naar en door Großheide is een provinciale weg, die van west naar oost Norden, Hage, Blandorf-Wichte, in de gemeente Großheide vervolgens Westerende en Arle aandoet, en in Westerholt op een noord-zuidverbinding Dornum- Aurich uitkomt. Een bij Hage beginnende zijweg in oostelijke richting  loopt iets zuidelijker langs Berumbur naar de hoofdplaats Großheide en nog enige andere dorpen en gehuchten in de gemeente.
Officieel zijn deze wegen delen van onder andere de Kreisstraßen K 206 en K 204 die samen met de lokale weg L 6 zorgen voor verbinding met de omliggende plaatsen (Norden, Aurich en Emden). Deze wegaanduiding is niet zeer overzichtelijk. Pas via het circa 30 km in zuidwestelijke richting gelegen Emden is de gemeente op het snelwegnet van Duitsland aangesloten door de A 31.

### Openbaar vervoer
Een spoorwegaansluiting bestaat in de gemeente alleen bij Westerende op de museumspoorlijn van de Ostfriesische Küstenbahn (MKO), zie onder Norden.
Openbaar-vervoerreizigers zijn aangewezen op de streekbussen naar Norden v.v.. Verder rijden in de gemeente nog enkele buurt- en schoolbussen met lage frequentie. Op zon- en feestdagen is Großheide per bus nagenoeg niet bereikbaar. Treinreizigers onder de inwoners kunnen gebruikmaken van de 10–15 km zuidwestelijk gelegen stations te Norden en Marienhafe. Bijna alle inwoners gaan dan ook op de fiets of met de eigen auto naar school, studie of werk v.v.

## Economie
De belangrijkste middelen van bestaan in de gemeente zijn de landbouw en het toerisme. Daarnaast wonen er veel forensen die werken in de Volkswagenfabriek in Emden.

## Geschiedenis
Op de website van de gemeente Großheide wordt geschiedkundige informatie per Ortsteil verstrekt; deze is echter aan een reeds in 1972 verschenen boek ontleend. Actuelere informatie, ook over het aantal inwoners per Ortsteil, ontbreekt.
Al vanaf de Middeleeuwen is het dorp Arle, in de 12e eeuw Erle genoemd, bekend. Dat deze plaats vroeg bekend is komt doordat de kerk in het dorp, de Bonifatiuskerk, een band had met het Bisdom Bremen als een Propstei die onder rechtstreeks gezag van de bisschop geplaatst was. Het in 1290 voltooide Norbertijner klooster in het dorp Coldinne heeft helaas de tand des tijds niet doorstaan.
De eerste schriftelijke vermelding van Grote Heyde zelf stamt uit 1552. Großheide wordt door de Nedersaksisch sprekende inwoners aangeduid met de naam Grootheid. Ook andere dorpen in de gemeente zijn voormalige veenkoloniën. Voorbeelden hiervan zijn Ostermoordorf, Westermoordorf en Berumerfehn. Pas na ontwatering van de gronden rond de veendorpen worden deze gebruikt voor de landbouw.

### Annexaties
De huidige gemeente Großheide ontstond op 1 juli 1972 door samenvoeging van de voormalige gemeente Großheide met de gemeenten Arle, Berumerfehn, Menstede-Coldinne en Westerende.

## Politiek
De gemeente Großheide heeft het statuut van een eenheidsgemeente. Een dergelijk statuut wil zeggen dat de gemeente alle aan haar opgedragen taken zelfstandig uitvoert.

### Samenstelling gemeenteraad
De gemeenteraad telt 22 leden, plus de direct gekozen burgemeester. De laatste gemeenteraadsverkiezingen werden gehouden in 2021.
| partij                   | 2006 | 2011 | 2016 | 2021 |
| ------------------------ | ---- | ---- | ---- | ---- |
| SPD                      | 11   | 10   | 9    | 10   |
| CDU                      | 6    | 7    | 7    | 7    |
| Freie Wählergemeinschaft | 4    | 2    | 3    | 3    |
| Bündnis 90/Die Grünen    | -    | 2    | 1    | 2    |
| Die Linke                | -    | 1    | 1    | -    |
| Lokale lijsten           | -    | -    | -    | -    |
| FDP                      | -    | -    | 1    | -    |
| Burgemeester             | 1    | 1    | 1    | 1    |

De laatste burgemeestersverkiezingen waren in 2014. Gekozen werd toen de partijloze kandidaat Fredy Fischer (in 2021 herkozen).

### Jumelages
De gemeente heeft sinds 1990 een jumelage met Woldegk in de deelstaat Mecklenburg-Voor-Pommeren.

## Onderwijs
Großheide beschikt over twee basisscholen, een school voor bijzonder onderwijs en voortgezet onderwijs op twee niveaus.